# Sitio de Santa Maura
El sitio de Santa Maura tuvo lugar del 21 de julio al 6 de agosto de 1684 entre las fuerzas de la República de Venecia y el Imperio Otomano, y fue la batalla de apertura de la  Sexta Guerra Otomana-Veneciana.
Desde su base en Corfú, el comandante en jefe veneciano, Francesco Morosini, dirigió una flota de 38 galeras, 8 galeazas y varias embarcaciones auxiliares, muchas de ellas proporcionadas por los griegos de las Islas Jónicas, para asediar la Fortaleza de Santa Maura en la isla de Lefkada, también conocida como Santa Maura, que estaba bajo dominio otomano. Las fuerzas de asedio fueron aumentadas por los gravámenes griegos y los voluntarios de las Islas Jónicas. El asedio duró hasta el 6 de agosto, cuando el comandante Bekir Agha, cediendo a la presión de los 500 albaneses y 200 griegos de la guarnición de la fortaleza, se rindió al noble greco-veneciano Angelo Delladecima.